# Joseph Anton Pozzi
Giuseppe Antonio Pozzi (deutsch Joseph Anton Pozzi, * 4. September 1732 in Castel San Pietro; † 29. April 1811 in Mannheim) war ein aus Bruzella stammendes Mitglied der Stuckateurs-Dynastie Pozzi.

## Leben
Joseph Anton Pozzi wurde als Sohn des verschiedentlich in der Schweiz und in Südwestdeutschland tätigen Stuckateurs Francesco Pozzi geboren, Bruder von Carlo Luca und Domenico Pozzi. Sein Tätigkeitsgebiet als Stuckateur war vor allem das als Residenzstadt der Kurpfalz zu neuem Glanz gelangte Mannheim.
Seine in Pruntrut und in Mannheim geborenen Söhne
- Francesco Antonio, (* 1763 Pruntrut; † 1807 Frankfurt am Main)
- Maximilian Joseph, Massimiliano Giuseppe Maria (* 1770 Mannheim; † 1842), Bildhauer
- Carlo Ignazio (1766–1842), Maler, Architekt und Bühnenbildner

waren als Stuckateur, Maler und Architekt und als Bildhauer in Deutschland und Niederland tätig.